# Río Yelcho
El río Yelcho es un curso de agua, emisario del lago Yelcho, que fluye a través por la Provincia de Palena en la Región de Los Lagos de Chile y desagua en el océano Pacífico la cuenca que lleva su nombre y que se extiende hacia el este hasta pasada la frontera con Argentina.
En el lago Yelcho confluyen los dos afluentes del lago, y por eso del río Yelcho, que son el río Michimahuida y el río Futaleufú, este último con raíces más allá de la frontera.

## Trayecto
Se origina en el extremo occidental del lago Yelcho, que sus aguas dejan al pasar bajo el puente colgante homónimo. Sus afluentes son los ríos Futaleufú, Azul, Espolón, Enredadera, Malito, Amarillo y Michimahuida. Tras recorrer 40 km, desemboca en el golfo de Corcovado, al sur de la ciudad de Chaitén. 
Su cuenca se inicia en Argentina, y parte recogiendo al río Espolón, que desagua en el lago homónimo. Recibe otros afluentes, entre los que figuran los ríos Quila Seca, Azulado, Enredaderas y Malito. El río Futaleufú desemboca en el lago Yelcho, junto a Puerto Ramírez. Después del lago Yelcho, el río recibe a tributarios, como el Michinmahuida, para terminar desembocando en el océano Pacífico, todo esto lo hace recorriendo 246 kilómetros.
La cuenca binacional tiene 11.000 km², 4083 km² de ellos en territorio chileno.: 23 

Aproximación a la cuenca del río Yelcho sobre un compuesto de dos mapas del Instituto Geográfico Militar de Chile publicados en 1945 con una escala de 1:500000.

## Caudal y régimen
Este es un río de régimen mixto.: 23 : 49  La cuenca del río Yelcho presenta un clima lluvioso con influencia mediterránea y precipitaciones a lo largo de todo el año: 9  y su caudal medio anual medido en la estación fluviométrica de la DGA río Futaleufú (antes junta río Malito) es de 452 m³/s (360 m³/s)

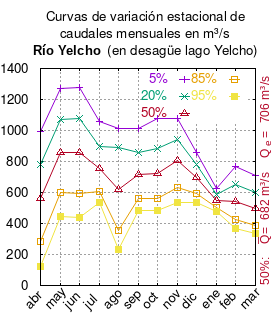
Curvas de variación estacional del río Yelcho en desagüe del lago Yelcho.

El caudal del río (en un lugar fijo) varía en el tiempo, por lo que existen varias formas de representarlo. Una de ellas son las curvas de variación estacional que, tras largos periodos de mediciones, predicen estadísticamente el caudal mínimo que lleva el río con una probabilidad dada, llamada probabilidad de excedencia. La curva de color rojo ocre (con {\displaystyle {\color {Red}\vartriangle }}) muestra los caudales mensuales con probabilidad de excedencia de un 50%. Esto quiere decir que ese mes se han medido igual cantidad de caudales mayores que caudales menores a esa cantidad. Eso es la mediana (estadística), que se denota Qe, de la serie de caudales de ese mes. La media (estadística) es el promedio matemático de los caudales de ese mes y se denota {\displaystyle {\overline {Q}}}. 
Una vez calculados para cada mes, ambos valores son calculados para todo el año y pueden ser leídos en la columna vertical al lado derecho del diagrama. El significado de la probabilidad de excedencia del 5% es que, estadísticamente, el caudal es mayor solo una vez cada 20 años, el de 10% una vez cada 10 años, el de 20% una vez cada 5 años, el de 85% quince veces cada 16 años y la de 95% diecisiete veces cada 18 años. Dicho de otra forma, el 5% es el caudal de años extremadamente lluviosos, el 95% es el caudal de años extremadamente secos. De la estación de las crecidas puede deducirse si el caudal depende de las lluvias (mayo-julio) o del derretimiento de las nieves (septiembre-enero).

## Historia
En 1905 un buque de la Armada de Chile descubrió la desembocadura del río que comenzó a ser usado como único medio de comunicación con el interior de la zona. El 12 de septiembre de 1921 se instalaron en Chaitén (viejo) los primeros colonos.
Luis Risopatrón los describe en su Diccionario Jeográfico de Chile de 1924:
Yelcho (Rio). 43° 00' 72° 41' Es de aguas de color lechoso, lleva unos 150 m' por segundo i serpentea en un valle de no mas de 2 kilómetros de ancho, ocupado por aluviones- fluviales cubiertos de una tupida vejetacion, en la que dominan los coihues, robles, laureles, mañíus, muermos i las matas de quila, entre cordones de cerros que se elevan escarpadament a una altura de 1 000 m, cubiertos igualmente de un espesísimo monte, hasta la rejion de las nieves eternas; sale del estremo NW del lago de su nombre, corre al NW con un declive medio de 2 m por kilómetro, deja estensas playas de arena o piedra menuda e islas, cuyo largo a veces alcanza a 1,5 km. en un cauce de 125 a 300 m de ancho, 6 a 8 m de profundidad, con 1,5 a 2,5 m por segundo de velocidad superficial i temperaturas cíe 9,5° a 10,5 °C, siendo 10° a 14 °C la temperatura del aire. No presenta dificultad para la navegación sino en la parte inferior, en la que varias islas i bajos parten el rio en varios brazos, en los eme se desarrollan corrientes de iras de 15 km por hora i en las cuales se amontonan barricadas de palos i troncos; desemboca en el golfo del Corcovado, dividido en 6 brazos i forma un espacioso delta, compuesto principalmente de arenas volcánicas i pequeños trozos de lava desde 5 km de la costa. Sus aguas ofrecen truchas, se encuentra ciprés en su valle i en sus vecindades la capa vejetal es apropiada para toda clase de cultivos. Tiene 8 555 km2 de hoya hidrográfica total i era conocido antes de la espedicion de Krüger (1898), con los nombres de Siete Piernas i aun Diamante por los habitantes de Chiloé. 1, xxv. p. 210, 212, 398, 400 i 402 i cartas 102 i 106; i xxix. carta 158; 111, ii, p. 491 i 492; 120, p. 62, 370, 376, 377 i 382; 134; i 156.

## Población, economía y ecología
En la cuenca del río Yelcho existe la Central Hidroeléctrica Río Azul (río Azul (Futaleufú) que desemboca en el río Futaleufú, afluente del lago Yelcho).: 9 
El río es navegable con excepción de su desembocadura debido a los bancos de arena que la impiden.